# Абрам Ханибал
Абрам Петрович Ханибал (на руски: Абрам (Ибрагим) Петрович Ганнибал, („Арап Петра Великого“); на латински: Abraham Petrowitsch Hannibal, * 1696 в Логон Шеван в Еритрея или Логоне-Бирни, Камерун, † 25 май 1781 в Суйда при Санкт Петербург, Руска империя) е принц на Еритрея и руски генерал-майор, кръщелник на цар Петър Велики и прадядо (по майка) на поета Александър Пушкин.
Син е на африкански княз в „Логон“. Той е руски генерал-майор и губернатор на Ревал, 1759 г. главнокомандващ (general-en-chef) за морските пристанища и строежи на канали.
На осем години той и брат му попадат в робство в Константинопол, откъдето през 1705 г. e купен от посланика Сава Лукич Владиславич-Рагузински в Константинопол и кръстен на девет години на 13 юли 1705 г. във Вилнюс с кръстници Петър Велики и графиня Кристина Еберхардина, кралица на Полша, като Петър Петрович Петров (Пётр Петрович Петров). Той придружава царя при неговите походи. На 22 години го изпращат в Париж, за да учи. Той влиза във френската войска и през 1720 г. става лейтенант по време на похода в Испания, ранен е в главата и се връща в Париж, където учи в инженерното училище и го напуска като капитан. След това той се връща в Русия и постъпва на служба на царя. Той става лейтенант на артилерията, командвана от Петър. След смъртта на цар Петър, заради дворцови интриги, той е изпратен през 1727 г. в изгнание в Сибир и се връща след три години на руския двор. По време на управлението на цариците Елисавета I и Екатерина II той става голям собственик на земя. Ханибал умира в имението си в Суйда при Санкт Петербург. Той служил на осем царе или царици.
Абрахам Петрович Ханибал е женен два пъти. В първи брак той е женен от 1731 г. за гъркинята Евдоксия Диопер, с която е разведен (1753), заради нейна изневяра, има една дъщеря. С втората си съпруга от 1736 г., немско-шведската благородничка Христина Регина фон Шеберг (1705–1781), той има десет деца.

## Филм
- Сказ про то, как царь Пётр арапа женил, СССР 1976 г.